# Olympische Winterspiele 2018/Freestyle-Skiing – Skicross (Männer)
Der Skicross-Wettbewerb der Männer bei den Olympischen Winterspielen 2018 fand am 21. Februar 2018 von 11:30 Uhr bis 13:15 Uhr Ortszeit (3:30 Uhr bis 5:15 Uhr MEZ) statt. Ausgetragen wurde der Wettbewerb im Phoenix Snow Park.
Olympiasieger wurde der Kanadier Brady Leman. Silber gewann der Schweizer Marc Bischofberger und Bronze ging an Sergei Ridsik von den Olympischen Athleten aus Russland.

## Ergebnisse

### Platzierungsrunde
| Rang | Athlet                | Land                             | Zeit (min) |
| ---- | --------------------- | -------------------------------- | ---------- |
| 1    | Alex Fiva             | Schweiz                          | 1:08,74    |
| 2    | Sergei Ridsik         | Olympische Athleten aus Russland | 1:09,21    |
| 3    | Kevin Drury           | Kanada                           | 1:09,41    |
| 4    | Armin Niederer        | Schweiz                          | 1:09,46    |
| 5    | Filip Flisar          | Slowenien                        | 1:09,65    |
| 6    | Christoph Wahrstötter | Österreich                       | 1:09,79    |
| 7    | Jean-Frédéric Chapuis | Frankreich                       | 1:09,84    |
| 8    | Brady Leman           | Kanada                           | 1:09,94    |
| 9    | Marc Bischofberger    | Schweiz                          | 1:09,99    |
| 10   | Paul Eckert           | Deutschland                      | 1:10,06    |
| 11   | Robert Winkler        | Österreich                       | 1:10,09    |
| 12   | Stefan Thanei         | Italien                          | 1:10,10    |
| 13   | Jonas Lenherr         | Schweiz                          | 1:10,12    |
| 14   | Arnaud Bovolenta      | Frankreich                       | 1:10,12    |
| 15   | Siegmar Klotz         | Italien                          | 1:10,15    |
| 16   | Adam Kappacher        | Österreich                       | 1:10,17    |
| 17   | Igor Omelin           | Olympische Athleten aus Russland | 1:10,24    |
| 18   | François Place        | Frankreich                       | 1:10,26    |
| 19   | Victor Öhling Norberg | Schweden                         | 1:10,26    |
| 20   | Tim Hronek            | Deutschland                      | 1:10,27    |
| 21   | Florian Wilmsmann     | Deutschland                      | 1:10,33    |
| 22   | Erik Mobärg           | Schweden                         | 1:10,36    |
| 23   | Jegor Korotkow        | Olympische Athleten aus Russland | 1:10,39    |
| 24   | Terence Tchiknavorian | Frankreich                       | 1:10,41    |
| 25   | Jamie Prebble         | Neuseeland                       | 1:10,48    |
| 26   | David Duncan          | Kanada                           | 1:10,51    |
| 27   | Semjon Denschtschikow | Olympische Athleten aus Russland | 1:10,86    |
| 28   | Thomas Zangerl        | Österreich                       | 1:10,96    |
| 29   | Viktor Andersson      | Schweden                         | 1:11,20    |
| 30   | Anton Grimus          | Australien                       | 1:40,80    |
| 31   | Christopher Del Bosco | Kanada                           | 1:48,25    |

### Achtelfinale

#### Lauf 1
| Rang | Athlet         | Land                             | Anmerkungen |
| ---- | -------------- | -------------------------------- | ----------- |
| 1    | Alex Fiva      | Schweiz                          | Q           |
| 2    | Adam Kappacher | Österreich                       | Q           |
| 3    | Igor Omelin    | Olympische Athleten aus Russland |             |

#### Lauf 2
| Rang | Athlet                | Land       | Anmerkungen |
| ---- | --------------------- | ---------- | ----------- |
| 1    | Marc Bischofberger    | Schweiz    | Q           |
| 2    | Brady Leman           | Kanada     | Q           |
| 3    | Jamie Prebble         | Neuseeland |             |
|      | Terence Tchiknavorian | Frankreich | DNF         |

#### Lauf 3
| Rang | Athlet            | Land        | Anmerkungen |
| ---- | ----------------- | ----------- | ----------- |
| 1    | Filip Flisar      | Slowenien   | Q           |
| 2    | Thomas Zangerl    | Österreich  | Q           |
| 3    | Stefan Thanei     | Italien     |             |
| 4    | Florian Wilmsmann | Deutschland |             |

#### Lauf 4
| Rang | Athlet           | Land        | Anmerkungen |
| ---- | ---------------- | ----------- | ----------- |
| 1    | Armin Niederer   | Schweiz     | Q           |
| 2    | Jonas Lenherr    | Schweiz     | Q           |
| 3    | Tim Hronek       | Deutschland |             |
| 4    | Viktor Andersson | Schweden    |             |

#### Lauf 5
| Rang | Athlet                | Land       | Anmerkungen |
| ---- | --------------------- | ---------- | ----------- |
| 1    | Kevin Drury           | Kanada     | Q           |
| 2    | Arnaud Bovolenta      | Frankreich | Q           |
| 3    | Victor Öhling Norberg | Schweden   |             |
| 4    | Anton Grimus          | Australien |             |

#### Lauf 6
| Rang | Athlet                | Land                             | Anmerkungen |
| ---- | --------------------- | -------------------------------- | ----------- |
| 1    | Robert Winkler        | Österreich                       | Q           |
| 2    | Semjon Denschtschikow | Olympische Athleten aus Russland | Q           |
|      | Christoph Wahrstötter | Österreich                       | DNF         |
|      | Erik Mobärg           | Schweden                         | DNF         |

#### Lauf 7
| Rang | Athlet                | Land                             | Anmerkungen |
| ---- | --------------------- | -------------------------------- | ----------- |
| 1    | David Duncan          | Kanada                           | Q           |
| 2    | Jean-Frédéric Chapuis | Frankreich                       | Q           |
| 3    | Paul Eckert           | Deutschland                      |             |
| 4    | Jegor Korotkow        | Olympische Athleten aus Russland |             |

#### Lauf 8
| Rang | Athlet                | Land                             | Anmerkungen |
| ---- | --------------------- | -------------------------------- | ----------- |
| 1    | François Place        | Frankreich                       | Q           |
| 2    | Sergei Ridsik         | Olympische Athleten aus Russland | Q           |
| 3    | Siegmar Klotz         | Italien                          |             |
|      | Christopher Del Bosco | Kanada                           | DNF         |

### Viertelfinale

#### Lauf 1
| Rang | Athlet             | Land       | Anmerkungen |
| ---- | ------------------ | ---------- | ----------- |
| 1    | Brady Leman        | Kanada     | Q           |
| 2    | Marc Bischofberger | Schweiz    | Q           |
|      | Alex Fiva          | Schweiz    | DNF         |
|      | Adam Kappacher     | Österreich | DNF         |

#### Lauf 2
| Rang | Athlet         | Land       | Anmerkungen |
| ---- | -------------- | ---------- | ----------- |
| 1    | Armin Niederer | Schweiz    | Q           |
| 2    | Filip Flisar   | Slowenien  | Q           |
| 3    | Thomas Zangerl | Österreich |             |
| 4    | Jonas Lenherr  | Schweiz    |             |

#### Lauf 3
| Rang | Athlet                | Land                             | Anmerkungen |
| ---- | --------------------- | -------------------------------- | ----------- |
| 1    | Kevin Drury           | Kanada                           | Q           |
| 2    | Arnaud Bovolenta      | Frankreich                       | Q           |
| 3    | Semjon Denschtschikow | Olympische Athleten aus Russland |             |
|      | Robert Winkler        | Österreich                       | DNF         |

#### Lauf 4
| Rang | Athlet                | Land                             | Anmerkungen |
| ---- | --------------------- | -------------------------------- | ----------- |
| 1    | Sergei Ridsik         | Olympische Athleten aus Russland | Q           |
| 2    | David Duncan          | Kanada                           | Q           |
| 3    | François Place        | Frankreich                       |             |
| 4    | Jean-Frédéric Chapuis | Frankreich                       |             |

### Halbfinale

#### Lauf 1
| Rang | Athlet             | Land      | Anmerkungen                  |
| ---- | ------------------ | --------- | ---------------------------- |
| 1    | Brady Leman        | Kanada    | Qualifikation Finale         |
| 2    | Marc Bischofberger | Schweiz   | Qualifikation Finale         |
| 3    | Armin Niederer     | Schweiz   | Qualifikation Kleines Finale |
| 4    | Filip Flisar       | Slowenien | Qualifikation Kleines Finale |

#### Lauf 2
| Rang | Athlet           | Land                             | Anmerkungen                  |
| ---- | ---------------- | -------------------------------- | ---------------------------- |
| 1    | Kevin Drury      | Kanada                           | Qualifikation Finale         |
| 2    | Sergei Ridsik    | Olympische Athleten aus Russland | Qualifikation Finale         |
| 3    | Arnaud Bovolenta | Frankreich                       | Qualifikation Kleines Finale |
| 4    | David Duncan     | Kanada                           | Qualifikation Kleines Finale |

### Kleines Finale
| Rang | Athlet           | Land       | Anmerkungen |
| ---- | ---------------- | ---------- | ----------- |
| 1    | Armin Niederer   | Schweiz    |             |
| 2    | Arnaud Bovolenta | Frankreich |             |
| 3    | Filip Flisar     | Slowenien  |             |
| 4    | David Duncan     | Kanada     |             |

### Finale
| Rang | Athlet             | Land                             | Anmerkungen |
| ---- | ------------------ | -------------------------------- | ----------- |
| 1    | Brady Leman        | Kanada                           |             |
| 2    | Marc Bischofberger | Schweiz                          |             |
| 3    | Sergei Ridsik      | Olympische Athleten aus Russland |             |
| 4    | Kevin Drury        | Kanada                           | DNF         |